# Коваш (Лозада)
Коваш (порт. Covas) — район (фрегезия) в Португалии, входит в округ Порту. Является составной частью муниципалитета Лозада. По старому административному делению входил в провинцию Дору-Литорал. Входит в экономико-статистический субрегион Тамега, который входит в Северный регион. Население составляет 763 человека на 2001 год. Занимает площадь 1,29 км².